# Eryma
L'erima (gen. Eryma) è un crostaceo decapode estinto, appartenente ai glifeidei. Visse tra il Giurassico inferiore e il Cretaceo superiore (circa 190 - 90 milioni di anni fa) e i suoi resti fossili sono stati ritrovati in tutti i continenti, esclusa l'Oceania ma compreso l'Antartide.

## Descrizione
Questo crostaceo era di piccole dimensioni, e generalmente non superava la lunghezza di 5 centimetri; alcune specie, in ogni caso, erano lunghi 10 centimetri. Il carapace era di forma cilindrica, appiattito lateralmente e dotato di un rostro con tre piccole protuberanze laterali dirette in avanti. Gli occhi erano posti su corti peduncoli, mentre le prime tre paia di pereiopodi erano dotati di chele. Il primo paio di chele erano forti e generalmente corte; in alcune specie esse erano ricoperte da piccole spine, così come il carapace. Le antenne erano piuttosto allungate e sottili. Il telson (coda) era triangolare, con espansioni a ventaglio arrotondate e provviste di una sutura.

## Classificazione
I fossili di Eryma sono molto comuni in numerosi giacimenti europei, tra cui quello di Solnhofen in Baviera, ma sono noti in gran parte del mondo. La diffusione e il successo di questi animali è testimoniata anche dal lungo intervallo di tempo in cui si sono conservati i fossili (circa 100 milioni di anni). Al genere Eryma sono state attribuite circa una cinquantina di specie. La più nota (e anche la specie tipo del genere) è Eryma modestiforme, inizialmente descritta da Schlotheim nel 1822 e attribuita al genere Macrourites, e successivamente attribuita a un genere a sé stante da von Meyer nel 1840.

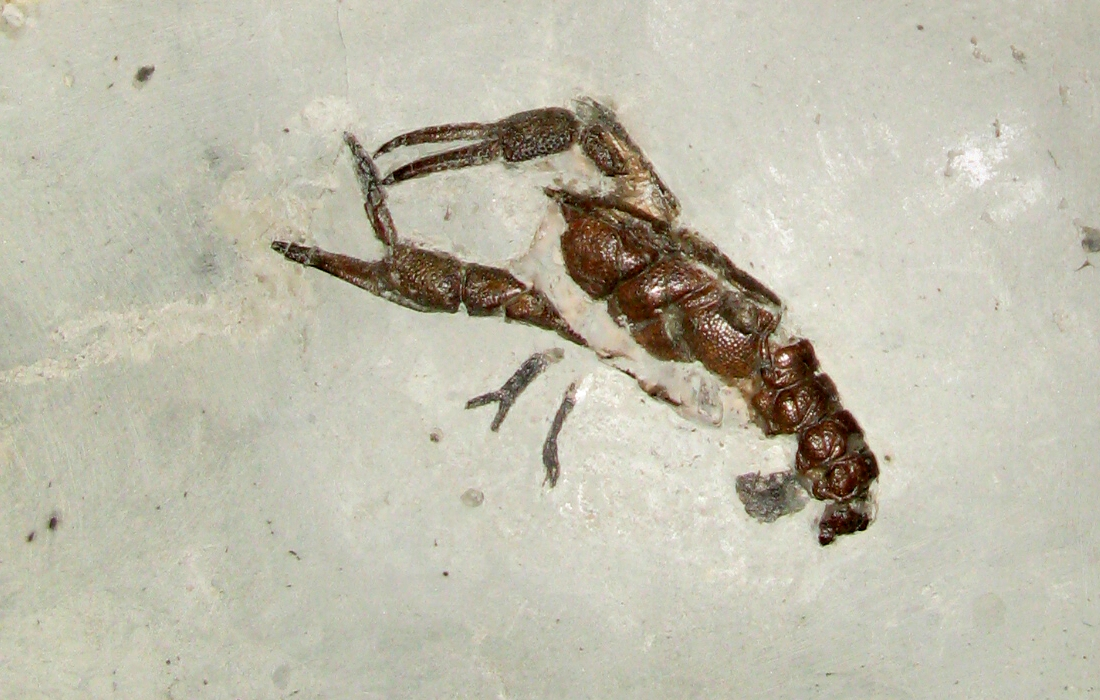
Fossile di E. mandelslohi

Oltre a questa specie, tipica del giacimento di Solnhofen, sono da ricordare anche E. veltheimii dello stesso giacimento, E. meyeri del Giurassico inferiore di Osteno (Italia), E. madagascariensis del Giurassico superiore del Madagascar, E. burgundiaca del Giurassico medio francese; le ultime specie note provengono dal Cretaceo superiore degli Stati Uniti (E. americana) e del Libano (E. cretacea). La specie E. leptodactylina è stata considerata conspecifica con E. modestiforme (Garassino e Schweigert, 2006). 

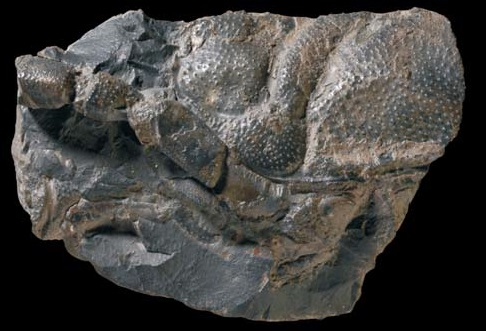
Fossile di Eryma cumonti

## Galleria d'immagini

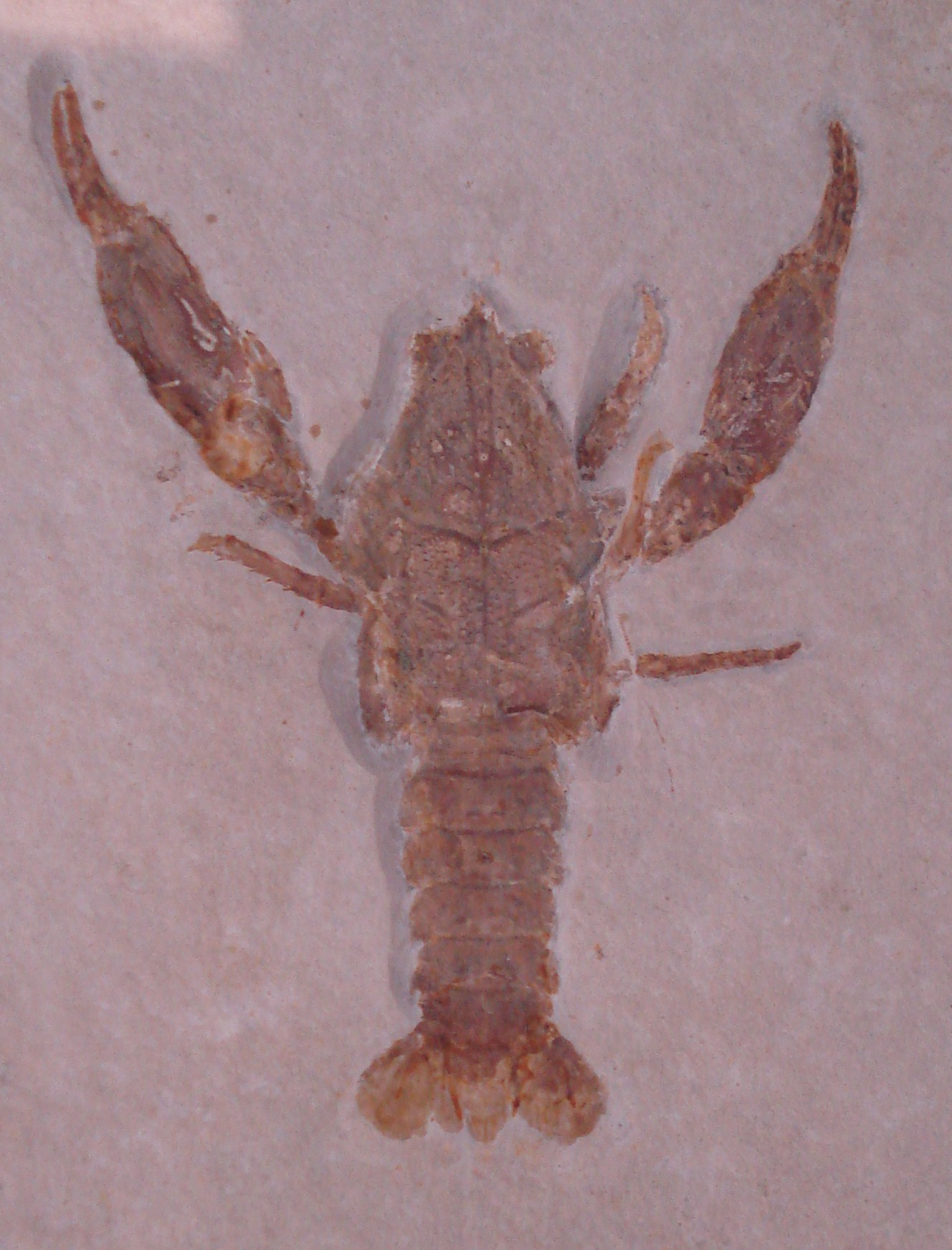
Fossile di E. leptodactylina (= E. modestiforme)
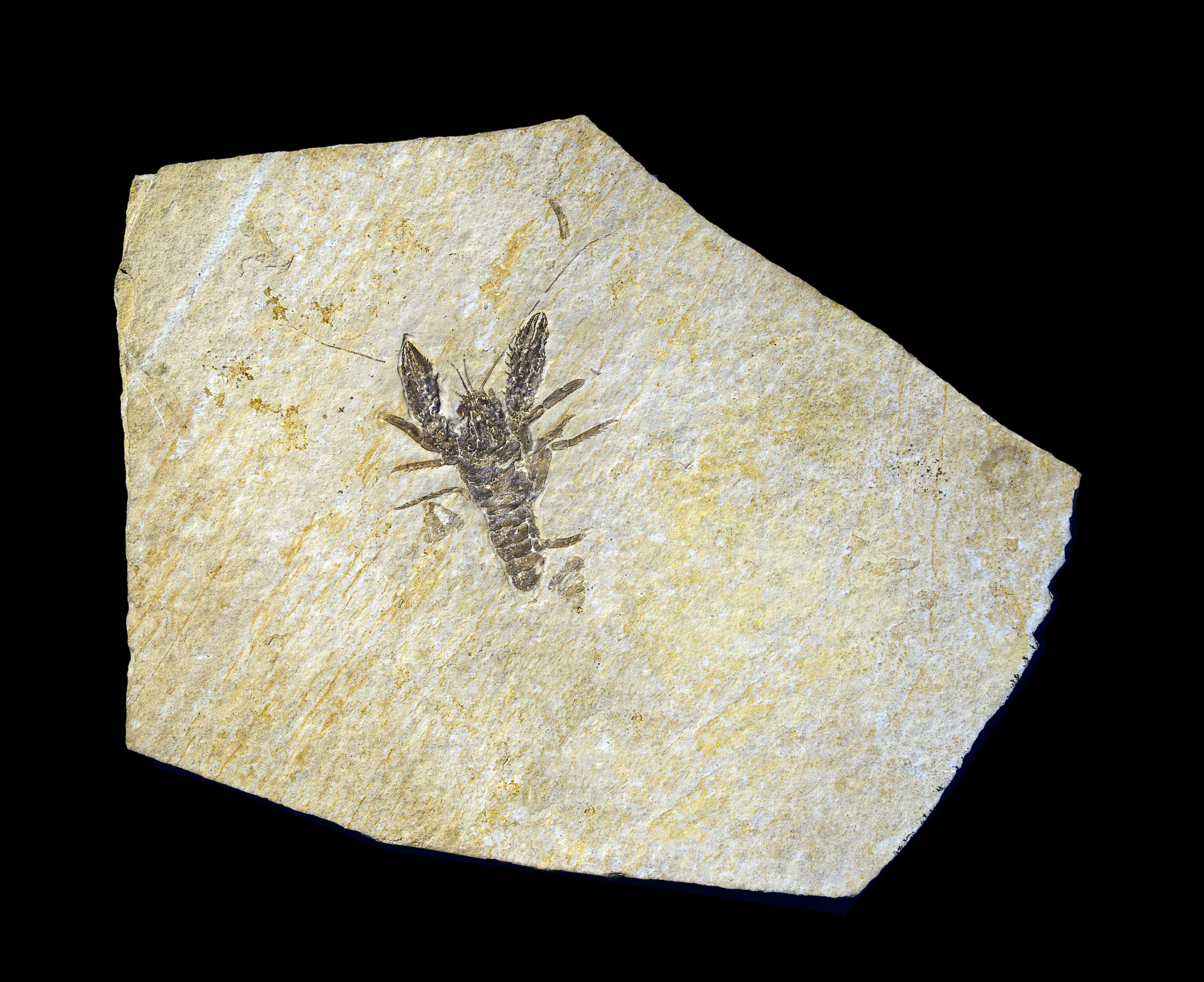
Fossile di Eryma modestiforme
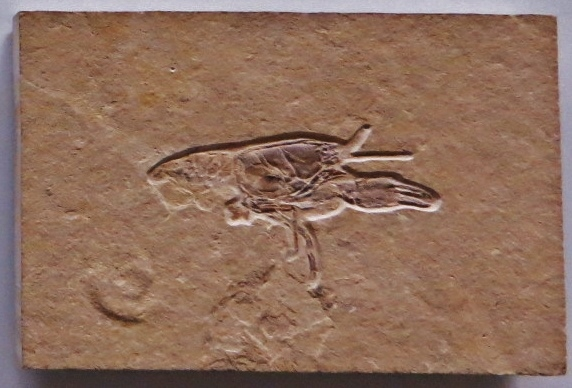
Fossile di Eryma punctatum
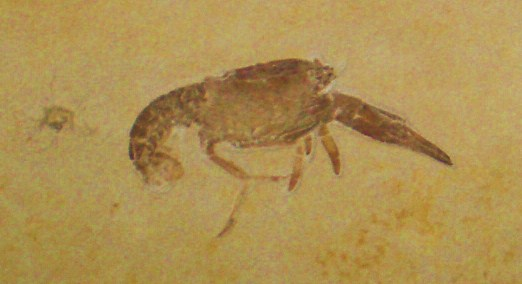
Fossile di Eryma punctatum
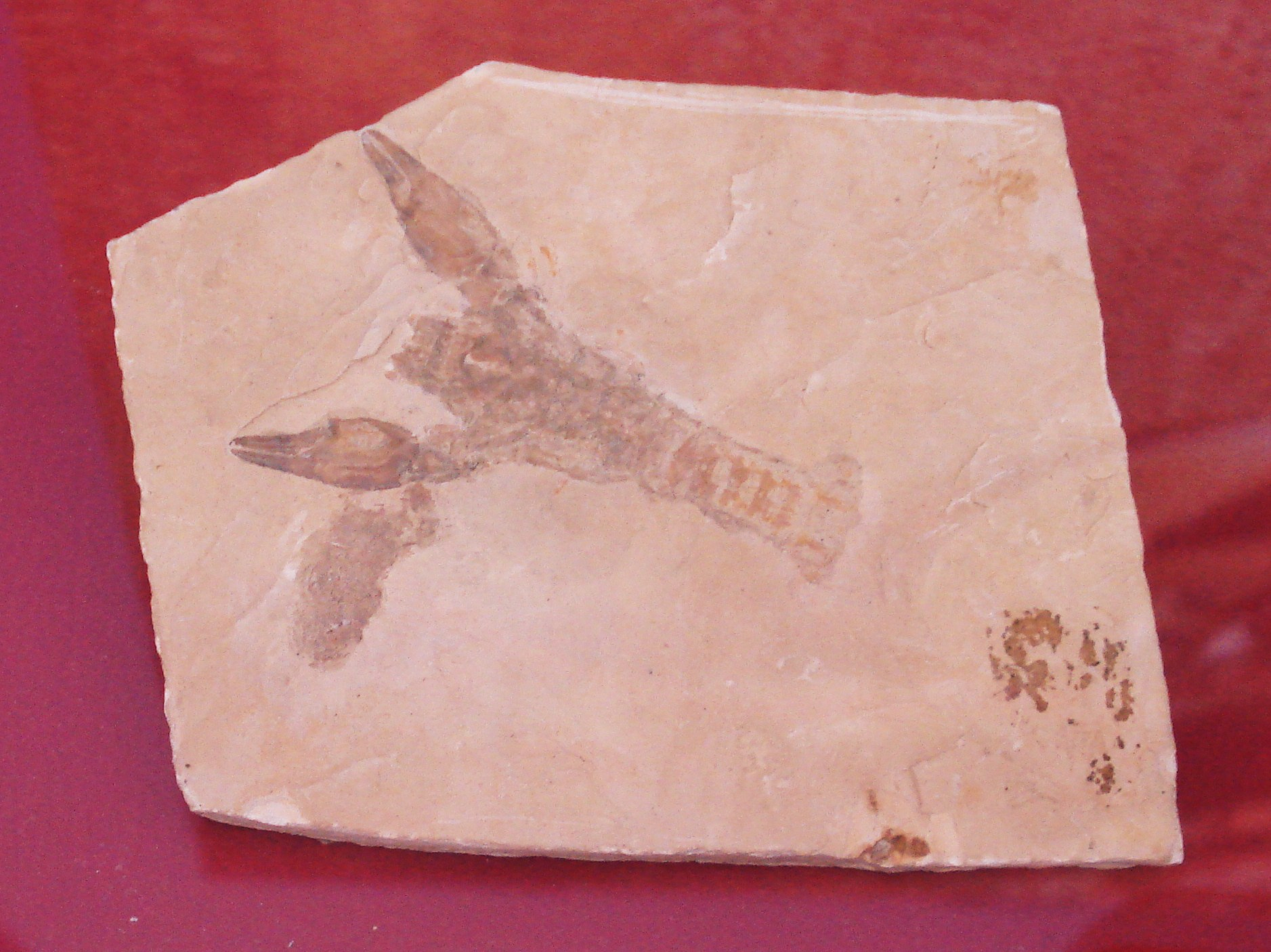
Fossile di Eryma modestiforme
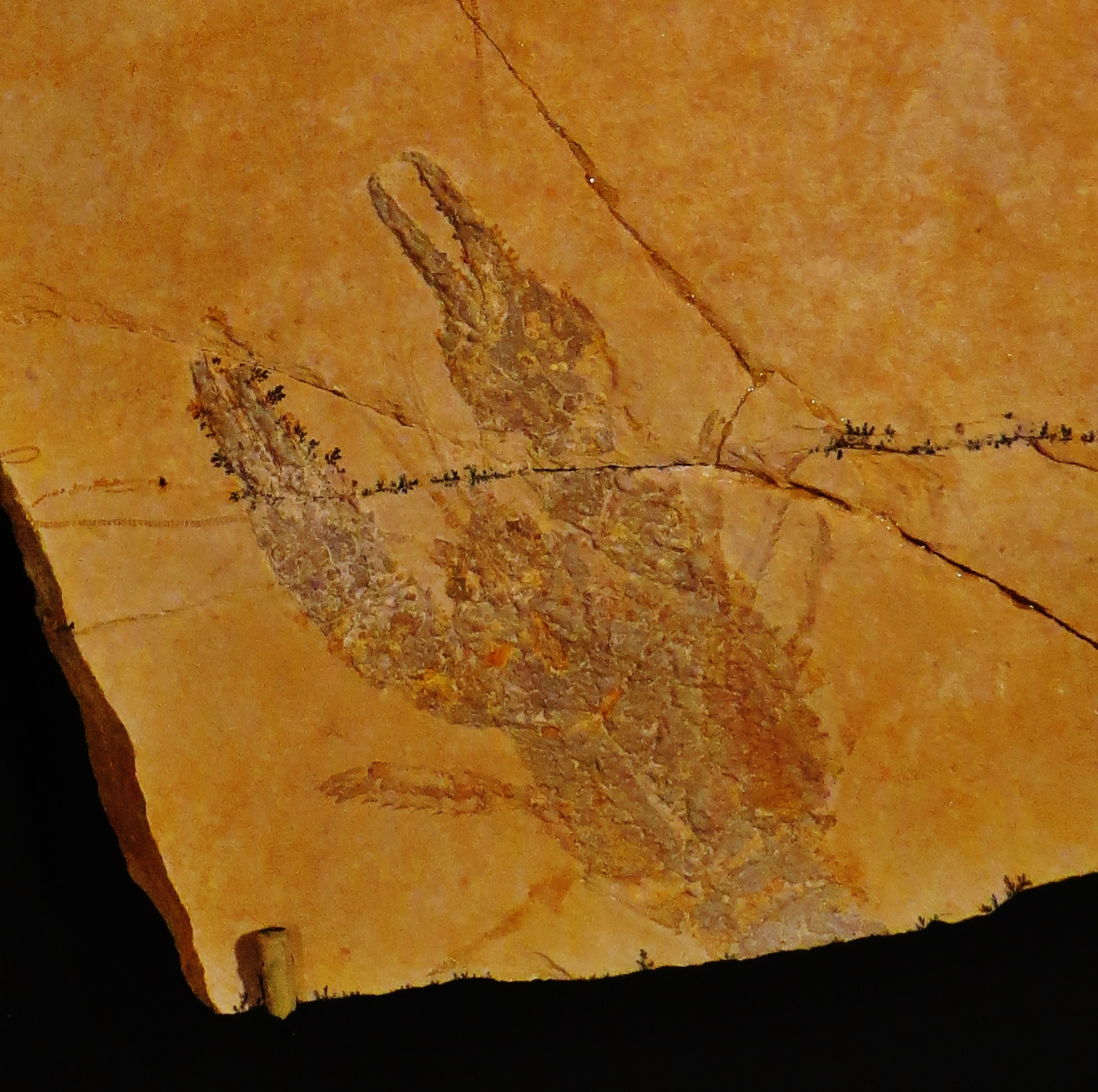
Fossile di Eryma cf. punctatum
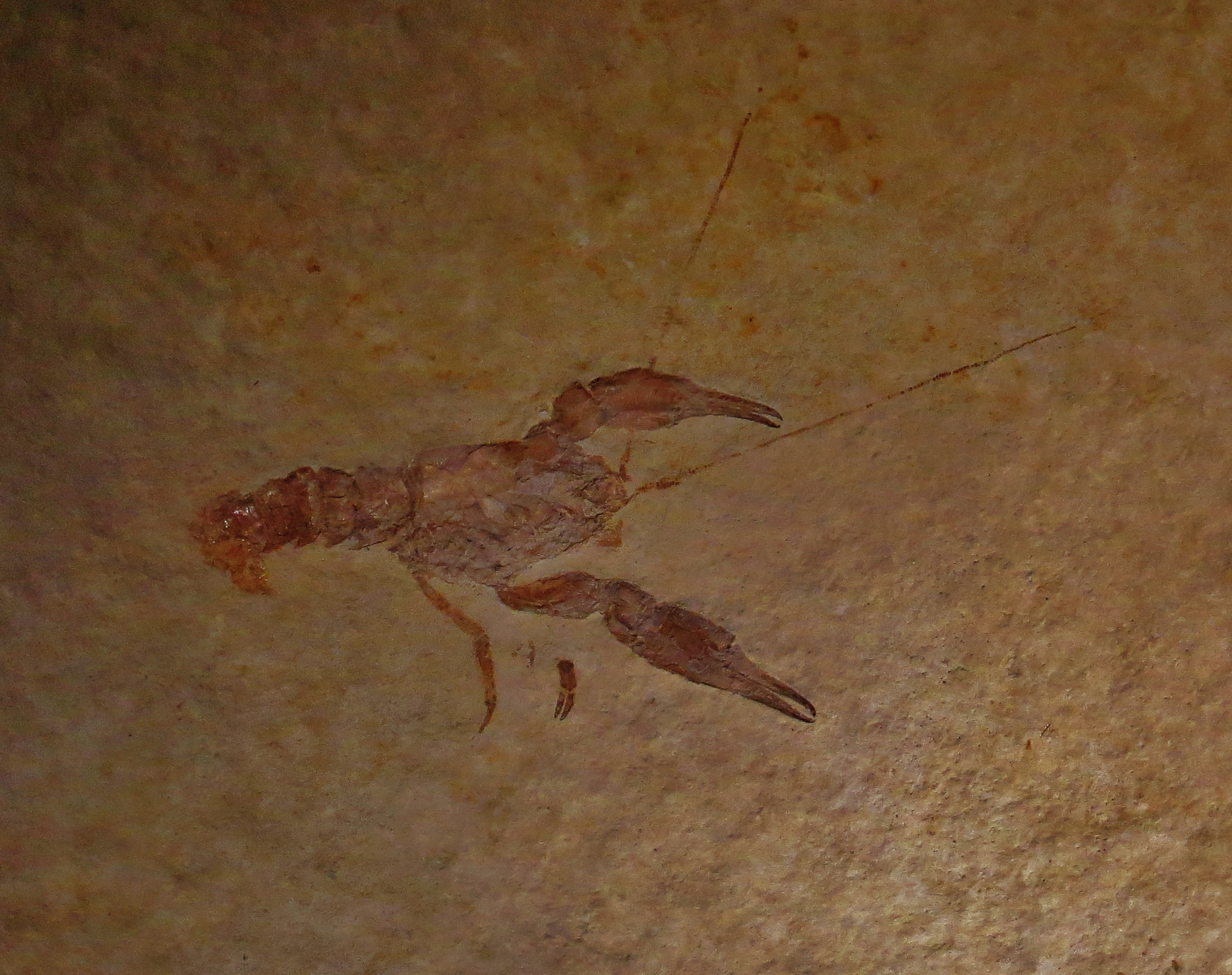
Fossile di Eryma modestiforme
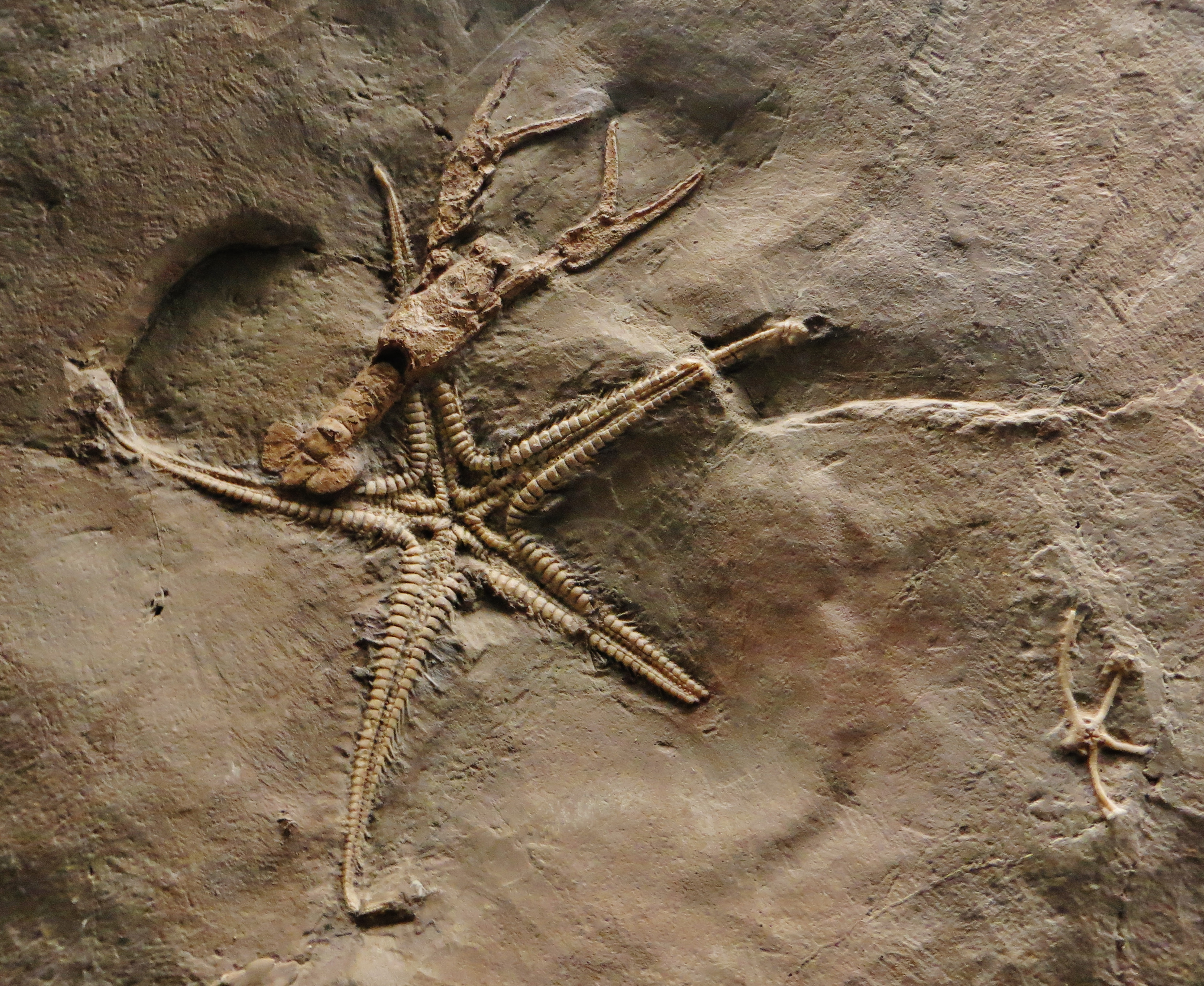
Fossile di Eryma sp. e di Pentasteria longispina
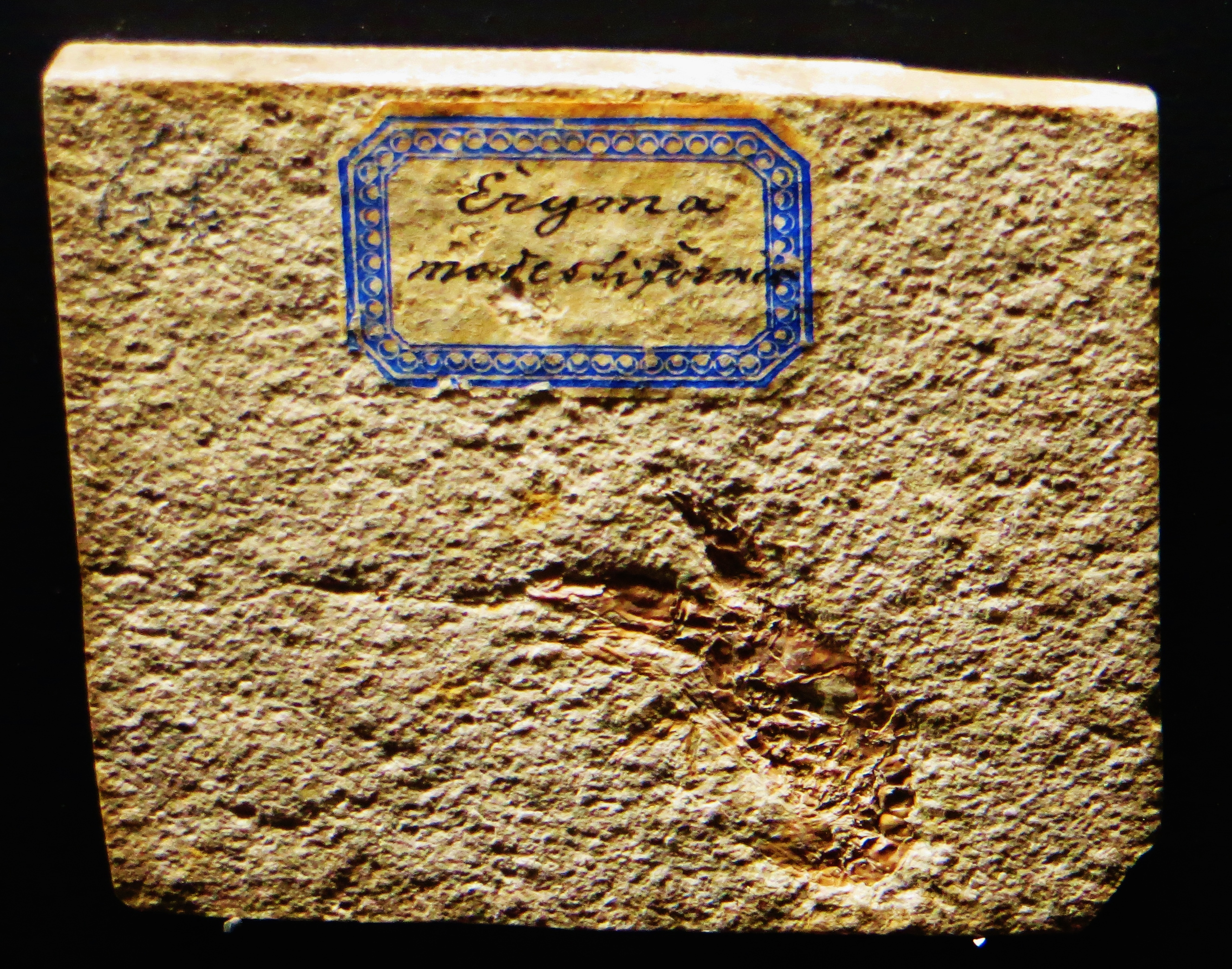
Fossile di Eryma modestiforme